# Schachtelprivileg
Als Schachtelprivileg wird im Steuerrecht das Privileg bezeichnet, unter bestimmten Voraussetzungen Beteiligungserträge aus Kapitalgesellschaften für Zwecke der Körperschaftsteuer oder Gewerbesteuer zu kürzen. Da die Regelungen eine Doppelbesteuerung vermeiden sollen, ist die Bezeichnung als "Privileg" missverständlich.

## Körperschaftsteuerliches Schachtelprivileg
Nach der Vorschrift des § 8b Abs. 4 KStG in Verbindung mit § 8b Abs. 1 KStG bleiben in- und ausländische Dividenden aus Beteiligungen an Kapitalgesellschaften außer Ansatz, wenn die unmittelbare Beteiligung am Grund- oder Stammkapital zu Beginn des Kalenderjahres mindestens 10 % beträgt. In diesen Fällen wird der Beteiligungsertrag außerhalb der Bilanz vom steuerlichen Gewinn abgezogen. Gemäß §  8b Abs. 5 KStG sind 5 % der Beteiligungserträge dem Gewinn außerbilanziell hinzuzurechnen, so dass per Saldo 95 % der Erträge steuerfrei bleiben. Die Hinzurechnung von 5 % soll den Abzug von Betriebsausgaben, die mit den Beteiligungserträgen zusammenhängen, pauschal rückgängig machen.

## Gewerbesteuerliches Schachtelprivileg
Die Gewerbesteuer wird nach dem Gewerbeertrag bemessen. Ausgangsgröße für den Gewerbeertrag ist der nach den Vorschriften des Einkommensteuergesetzes und des Körperschaftsteuergesetzes ermittelte Gewinn aus Gewerbebetrieb. Werden im Betriebsvermögen Anteile an einer Körperschaft gehalten, sind die von ihr erhaltenen Ausschüttungen zunächst als Betriebseinnahmen zu erfassen. Natürliche Personen können diese Erträge außerhalb der Bilanz um 40 % kürzen, während Körperschaften diese Erträge in nahezu vollem Umfang steuerfrei behandeln können, 5 % gelten hier als nicht abziehbare Betriebsausgaben. Im Gewinn aus Gewerbebetrieb sind somit die Ausschüttungserträge bei natürlichen Personen zu 60 % und bei Körperschaften zu 5 % enthalten.
Da die Ausschüttung bei der ausschüttenden Körperschaft bereits der Gewerbesteuer unterliegt, würde eine erneute Besteuerung bei der empfangenden Körperschaft auf eine Doppelbesteuerung hinauslaufen. Aus diesem Grund erlaubt das Gesetz unter bestimmten Bedingungen eine Kürzung dieser Beteiligungserträge, soweit sie im Gewinn enthalten sind.

### Voraussetzungen
In der Gewerbesteuer gibt es das
- nationale Schachtelprivileg
- internationale Schachtelprivileg

mit jeweils eigenen Voraussetzungen.

### Nationales Schachtelprivileg
Die tatbestandlichen Voraussetzungen ergeben sich aus § 9 Nr. 2a GewStG wie folgt:
- Gewinne aus Anteilen
- an einer nicht steuerbefreiten (also gewerbesteuerpflichtigen)
- inländischen
- Kapitalgesellschaft
- wenn die Beteiligung zu Beginn des Erhebungszeitraumes (also nur 1-mal zu Beginn, innerhalb des Erhebungszeitraumes nicht zwingend)
- mindestens 15 % (bis EZ 2008: 10 %) des Grund- oder Stammkapitals beträgt
- und die Gewinne bei der Gewinnermittlung angesetzt wurden

#### Das gewerbesteuerliche Schachtelprivileg im Überblick
| Anteilseigner der Kapitalgesellschaft ist:                                                           | Anteilseigner der Kapitalgesellschaft ist:                                                           | Anteilseigner der Kapitalgesellschaft ist:                                                                                                 | Anteilseigner der Kapitalgesellschaft ist:                                                                                               |
| EU / PersGes                                                                                         | EU / PersGes                                                                                         | KapGes | KapGes |
| --- | --- | --- | --- |
| Ausgangsgröße: § 7 GewStG                                                                            | Ausgangsgröße: § 7 GewStG                                                                            | Ausgangsgröße: § 7 GewStG | Ausgangsgröße: § 7 GewStG |
| Wegen § 15 EStG i.V.m § 3 Nr. 40 Satz 2 EStG sind Dividenden zu 60 % in der Ausgangsgröße enthalten. | Wegen § 15 EStG i.V.m § 3 Nr. 40 Satz 2 EStG sind Dividenden zu 60 % in der Ausgangsgröße enthalten. | Wegen § 8b KStG (Dividendenprivileg) sind Dividenden zu 95 % von der Besteuerung freigestellt (außer Streubesitz nach § 8b Abs. 4 KStG).   | Wegen § 8b KStG (Dividendenprivileg) sind Dividenden zu 95 % von der Besteuerung freigestellt (außer Streubesitz nach § 8b Abs. 4 KStG). |
| Beteiligung ≥ 15 %                                                                                   | Beteiligung < 15 %                                                                                   | Beteiligung ≥ 15 % | Beteiligung < 15 % |
| Kürzung der verbleibenden in der Ausgangsgröße enthaltenen Dividenden (§ 9 Nr. 2a GewStG)            | Zurechnung der gemäß § 3 Nr. 40 EStG steuerfreien Dividenden (§ 8 Nr. 5 GewStG)                      | Gewerbesteuerliches Schachtelprivileg nicht notwendig, da Dividenden zu 95 % nicht in der Ausgangsgröße enthalten sind (§ 9 Nr. 2a GewStG) | Zurechnung der gemäß § 8b KStG „steuerfreien“ Dividenden                                                                                 |
| Belastung der Dividenden:                                                                            | Belastung der Dividenden:                                                                            | Belastung der Dividenden: | Belastung der Dividenden: |
| 60 % mit ESt 0 % mit GewSt                                                                           | 60 % mit ESt 100 % mit GewSt                                                                         | 5 % mit KSt 5 % mit GewSt | 5 % mit KSt 100 % mit GewSt |

Der Überblick bildet aktuelle Rechtslage im VZ 2009 unter Anwendung des Teileinkünfteverfahrens ab.

#### Folgen
Folge des Schachtelprivileges ist die Kürzung der Ausschüttungsgewinne soweit sie im Gewinn enthalten sind, so dass eine doppelte Erhebung der Gewerbesteuer auf solche Erträge vermieden wird.
Bei Kapitalgesellschaften erfolgt mithin keine Kürzung mehr, da sich (durch die Freistellung für Zwecke der Körperschaftsteuer) in dem der Gewerbesteuer zu Grunde liegenden Gewinn die Ausschüttungserträge nicht ausgewirkt haben.
Bei Einzelunternehmern wird regelmäßig eine 60 %-Kürzung vorzunehmen sein.
```
Beispiel:
An der A-GmbH sei
 a) ein bilanzierender Einzelunternehmer
 b) die B-GmbH
jeweils zu 100 % beteiligt. Die A-GmbH soll 300.000 € Dividende ausschütten.
der Jahresüberschuss (Jü) incl. der Dividende soll 500.000 € betragen.
```

```
                    a)                                  b)
```

```
                  A-GmbH                              A-GmbH
                     |                                   |
                     |                                   |
                     |                                   |
                     |                                   |
              Einzelunternehmer                        B-GmbH
            (Anteilseigner zu 100 %)             (Anteilseigner zu 100 %)
```

```
 Lösung:
```

```
               JÜ:   500.000                        JÜ:    500.000

§
 
3
 Nr.
 
40 EStG: - 120.000         
§
 
8b
 Abs.
 
1 KStG:  - 300.000
                                     
§
 
8b
 Abs.
 
5 KStG:   + 15.000
                    ---------                             --------
    
§
 
15
 EStG:     380.000                    z.v.E.:    215.000
```

```
                      380.000                              215.000

§
 
9
 Nr.
 
2a GewStG: - 180.000        
§
 
9
 Nr.
 
2a GewStG:       0
                    ---------                             --------
     Gewerbeertrag:   200.000            Gewerbeertrag:    215.000
```

Im Ergebnis wurde im Fall a) der Jahresüberschuss von 500.000 € für die Gewerbesteuer um die Dividende von 300.000 € gekürzt. Im Fall b) ergibt sich dieselbe Wirkung, allerdings dürfen die 5 % Pauschalen nicht abzugsfähigen Betriebsausgaben nicht gekürzt werden.

### Internationales Schachtelprivileg
Die tatbestandlichen Voraussetzungen ergeben sich aus § 9 Nr. 7 GewStG wie folgt:
- Gewinne aus Anteilen
- an einer Kapitalgesellschaft
- mit Sitz im Ausland
- wenn die Beteiligung seit Beginn des Erhebungszeitraumes (also OHNE Unterbrechung)
- bei einer Beteiligung an EU-Kapitalgesellschaften mindestens 10 % des Nennkapitals bzw. bei einer Beteiligung an Nicht-EU-Kapitalgesellschaften mindestens 15 % des Nennkapitals beträgt
- und ihre Erträge (fast) ausschließlich aus Beteiligungen von mindestens einem Viertel bezieht
- und weitere Nachweise erbringen kann.

## Internationale Regelungen
Der Art. 10 des OECD-Musterdoppelbesteuerungsabkommen sieht für das internationale Schachtelprivileg eine Beteiligungsgrenze bis zu 25 % vor. In diesen Fällen darf der Staat, in dem der Schuldner der Dividende ansässig ist, eine maximal 5%ige Steuer auf die Dividendenzahlungen an Nutzungsberechtigte eines anderen Vertragsstaates erheben. Eine Ausnahme ist für Dividendenempfänger vorgesehen, die eine Betriebsstätte im Ansässigkeitsstaat des dividendenausschüttenden Unternehmens unterhalten. In diesen Fällen wird die Dividende der dortigen Betriebsstätte zugeordnet.